# Ertis Pawlodar
Der FK Ertis Pawlodar (kasachisch Ертіс Футбол Клубы/Ertis Futbol Kluby; russisch Иртыш футбольный клуб/Irtysch futbolny klub) war ein kasachischer Fußballverein aus Pawlodar, der in der Premjer-Liga spielt. Der Verein ist mit fünf Titeln der Rekordmeister Kasachstans; daneben steht ein Gewinn des Kasachischen Pokals zu Buche. Der Klub rangiert in der ewigen Tabelle der kasachischen Liga mit großem Abstand auf dem ersten Platz. Die Fußballsparte ist Teil des Sportclub Ertis Pawlodar (kasach. Ертіс Спорт Клубы/Ertis Sport Kluby; russ. Иртыш спортивный клуб/Irtysch sportiwny klub).

## Geschichte

### Namensentwicklung
Der Verein wurde im Jahre 1964 als Ertis Pawlodar (kasachisch) bzw. Irtysch Pawlodar (russisch) gegründet. 1968 erfolgte die Umbenennung in Traktor Pawlodar (Трактор Павлодар). Nach dem Ende der Sowjetzeit wurde der Verein im Jahre 1993 in Ansat Pawlodar (Ансат Павлодар) und 1996 wieder in den ursprünglichen Namen umbenannt, der sich von dem kasachischen Namen des Flusses Irtysch (Ertis) ableitet.

### Sowjetische Meisterschaft
Das Team nahm von 1965 bis 1971 und von 1973 bis 1991 insgesamt 26 Mal an der sowjetischen Meisterschaft teil. Die meisten Spielzeiten wurden in der dritthöchsten Liga der Sowjetunion verbracht. In den Spielzeiten 1969, 1973, 1978, 1980, 1988 und 1989 gewann die Mannschaft aus Pawlodar die Zonenmeisterschaft und kämpfte gegen andere Zonenmeister um den Aufstieg in die zweithöchste sowjetische Liga. Zwei Mal gelang der Aufstieg. In den Spielzeiten 1979 und 1981 nahm die Mannschaft am Spielbetrieb der zweiten sowjetischen Liga teil, musste aber jeweils den bitteren Gang in die Drittklassigkeit antreten. Mit zwei Spielzeiten in der zweithöchsten Liga der Sowjetunion ist Irtysch Pawlodar nach Kairat Almaty und Schachtjor Qaraghandy die drittbeste Mannschaft Kasachstans.

### Kasachische Meisterschaft
Nach der Unabhängigkeit Kasachstans war der Club Gründungsmitglied der kasachischen Superliga. Gleich in der ersten Austragung des Wettkampfes gelang 1992 der Gewinn der Bronzemedaille. 1993 wurde der erste Meistertitel errungen und im folgenden Jahr die Vizemeisterschaft hinter dem FK Jelimai Semipalatinsk. Die Saison 1995 beendete Ertis auf dem siebten Rang. 1997 als der punktgleiche FK Taras am 13. Oktober im Entscheidungsspiel im Zentralstadion Almaty vor 7.500 Zuschauern mit 1:0 besiegt wurde, 1999 mit vier Punkten Vorsprung auf Access-Jessil Petropawlowsk, 2002 acht Zähler vor dem zweitplatzierten FK Atyrau und 2003 vor dem Vizemeister Tobyl Qostanai folgten weitere Meistertitel, somit ist der Verein mit fünf Meisterschaftstiteln der Rekordmeister Kasachstans. 2009 erreichte das Team einen enttäuschenden neunten Platz, der die schlechteste Platzierung des Teams aus Pawlodar darstellt. 2010 konnte sich die Mannschaft verbessern und erreichte den dritten Platz.
1998 gelang der erste Pokalsieg, als Qaisar Hurricane Qysylorda mit 2:1 nach Verlängerung geschlagen werden konnte. Zudem stand das Team noch zwei Mal im Finale des kasachischen Pokals. 2001 erwies sich Schenis Astana im Elfmeterschießen als zu stark, 2002 reichte dem Klub aus Astana ein 1:0.
Ertis war bis 2020 eine von nur zwei Mannschaften, neben Schachtjor Qaraghandy, die an allen Austragungen der kasachischen Eliteklasse teilnahmen. Ende Mai 2020 gab Ertis Pawlodar wegen finanzieller Schwierigkeiten den Rückzug aus der Premjer-Liga bekannt.

## Teilnahmen an AFC-Wettbewerben
Zum ersten Mal trat der Verein aus Pawlodar bei der AFC Champions League in der Saison 1994/95 in Erscheinung. In der zentralasiatischen Gruppe musste sich der Club mit dem dritten Platz hinter dem FK Neftchi Fargʻona aus Usbekistan und Köpetdag Aşgabat aus Turkmenistan mit nur drei Punkten aus vier Spielen begnügen.
In der Ausgabe 1998/99 wurde das Team, nachdem Köpetdag Aşgabat geschlagen wurde, wegen des unerlaubten Einsatzes von nichtberechtigten Spielern disqualifiziert.
In der folgenden Austragung 1999/2000 wurde in der ersten Runde der usbekische Vertreter Paxtakor Taschkent mit einem Gesamtscore von 9:5 eliminiert. In der zweiten Runde hatte der Varzob Duschanbe aus Tadschikistan nach 4:0 und 1:0 gegen Irtysch keine Chance. Im Viertelfinale gingen aber alle drei Gruppenspiele verloren und das Team schied aus.
In der Saison 2000/01 erreichte Ertis Pawlodar in der AFC Champions League das Halbfinale, scheiterte jedoch an Júbilo Iwata aus Japan. Im Spiel um Platz drei zog die Mannschaft mit 0:2 gegen den iranischen Vertreter Pirouzi Teheran den Kürzeren.

## Europapokalbilanz
Die Mannschaft scheiterte in der Qualifikation zur UEFA Champions League 2003/04 am zyprischen Vertreter Omonia Nikosia nach einem Unentschieden 0:0 und anschließender Heimniederlage 1:2. In der ersten Qualifikationsrunde zur UEFA Europa League 2009/10 traf der Klub auf den ungarischen Verein Haladás Szombathely und schied nach 0:1 und 2:1 durch die Auswärtstorregel aus dem Wettbewerb aus.
In der Saison 2011/12 wurde im dritten Versuch die erste Hürde auf der europäischen Fußballbühne überwunden, als der polnische Klub Jagiellonia Białystok in der ersten Qualifikationsrunde zur UEFA Europa League geschlagen wurde. Der nächste Gegner Olimpi Rustawi aus Georgien erwies sich allerdings als zu stark für das Team aus Pawlodar.
| Saison  | Wettbewerb            | Runde                  | Gegner                 | Gesamt    | Hin     | Rück    |
| ------- | --------------------- | ---------------------- | ---------------------- | --------- | ------- | ------- |
| 2003/04 | UEFA Champions League | 1. Qualifikationsrunde | Omonia Nikosia         | 1:2       | 0:0 (A) | 1:2 (H) |
| 2009/10 | UEFA Europa League    | 1. Qualifikationsrunde | Haladás Szombathely    | (a)2:2(a) | 0:1 (A) | 2:1 (H) |
| 2011/12 | UEFA Europa League    | 1. Qualifikationsrunde | Jagiellonia Białystok  | 2:1       | 0:1 (A) | 2:0 (H) |
| 2011/12 | UEFA Europa League    | 2. Qualifikationsrunde | Olimpi Rustawi         | 1:3       | 1:1 (A) | 0:2 (H) |
| 2013/14 | UEFA Europa League    | 1. Qualifikationsrunde | Lewski Sofia           | 2:0       | 0:0 (A) | 2:0 (H) |
| 2013/14 | UEFA Europa League    | 2. Qualifikationsrunde | NK Široki Brijeg       | 3:4       | 3:2 (H) | 0:2 (A) |
| 2017/18 | UEFA Europa League    | 1. Qualifikationsrunde | FC Dunaw Russe         | 3:0       | 1:0 (H) | 2:0 (A) |
| 2017/18 | UEFA Europa League    | 2. Qualifikationsrunde | FK Roter Stern Belgrad | 1:3       | 1:1 (H) | 0:2 (A) |
| 2018/19 | UEFA Europa League    | 1. Qualifikationsrunde | FK Trakai              | 0:1       | 0:0 (A) | 0:1 (H) |

Gesamtbilanz: 18 Spiele, 6 Siege, 5 Unentschieden, 7 Niederlagen, 15:16 Tore (Tordifferenz −1)

## Erfolge und Statistiken

### Meisterschaftserfolge
- Kasachische Meisterschaft:
  - Meister: 1993, 1997, 1999, 2002, 2003
  - Vizemeister: 1994, 1996, 2004, 2012
  - 3. Platz: 1992, 1998, 2000, 2008, 2010, 2016
- Sowjetische Meisterschaft:
  - Zonenmeister in der dritten Liga: 1969, 1973, 1978, 1980, 1988, 1989

### Pokalerfolge
- Kasachischer Pokalsieger: 1997/98
- Kasachischer Pokalfinalist: 2000/01, 2002, 2012

### Torschützenkönige
| Spieler         | Saison | Tore |
| --------------- | ------ | ---- |
| Wiktor Antonow  | 1996   | 21   |
| Nilton Mendes   | 2000   | 21   |
| Murat Tleschew  | 2005   | 20   |
| Murat Tleschew  | 2008   | 13   |
| Ulugbek Baqoyev | 2012   | 14   |

### Historische Ligaresultate
- Höchster Sieg: 6:0 gegen Aktjubinez Aktjubinsk 1992, Bolat Temirtau 1994, Wostok Öskemen 1996, Schiger Schymkent 1996, Batys Oral 2003, Aqschajyq Oral 2004
- Höchste Niederlage: 2:7 gegen FK Aqtöbe 2011

## Stadion
Seine Heimspiele trägt Ertis Pawlodar im 1947 erbauten Zentralstadion  aus. Es bietet Platz für 15.000 Zuschauer und wurde 2001 und 2007 modernisiert. In der Spielzeit 2005 war das Zentralstadion in Pawlodar das am meisten besuchte Stadion in der kasachischen Premjer-Liga.

## Bekannte ehemalige Spieler
| Kasachstan - Askar Abildajew (1994) - Maqsat Baischanow (2005) - Farchadbek Irismetow (2002–2004) - Aleksandr Kuchma (2011) - Kairat Nurdauletow (2002–2004) - Eduard Sergienko (2011) - Sergei Skorych (2003–2005) - Wiktor Subarew (1997, 1999–2000, 2002–2003) - Murat Tleschew (2003–2006, 2008, 2011) - Anton Zirin (2008–2011) | GUS und ehemalige Sowjetunion - Lascha Dwali (2017) - Gogita Gogua (2016) - Kaspars Dubra (2019) - Georgas Freidgeimas (2016) - Andrius Velička (2003) - Igor Bugaiov (2017) - Anatolie Doroș (2011) - Alan Gatagow (2015) - Sergei Strukow (2007, 2012, 2013) - Oleg Weretennikow (2007) - Ruslan Mingazow (2019–2020) - Ulugbek Baqoyev (2012–2014) - Sjarhej Kisljak (2018) - Aljaksandr Kultschy (2013) - Sjarhej Tschernik (2020) | Europa - Darko Maletić (2012) - Georgi Daskalow (2008–2011) - Orlin Starokin (2014) - Alassane N’Diaye (2015) - Igor Burzanović (2014) - Miodrag Džudović (2014) - Kristijan Dobras (2020) - Carlos Fonseca (2015–2020) - Nemanja Džodžo (2013–2014) - Predrag Govedarica (2010–2014) - Milan Nikolić (2010–2011) - Marko Balažic (2011) - Tomáš Jirsák (2015–2016) - Štěpán Kučera (2012–2013) | Afrika - Aristide Bancé (2015) - Ousman Jallow (2016) - Momodou Ceesay (2019) - Franck Dja Djedje (2017) - Ismaël Béko Fofana (2017) - Serge Bando (2017) - Titi Essomba (2012) - Mamoutou Coulibaly (2011–2013) - Izu Azuka (2015) - John Chibuike (2018) - Gbolahan Salami (2018) - Baye Djiby Fall (2016) - Fernander Kassai (2015) | Südamerika - Nilton Mendes (1999–2001) - Reynaldo (2019) - Roger Cañas (2019) |

## Trainer
(seit 1992)
- 1992–1993:  Wiktor Jaryschew
- 1993–1994:  Wiktor Weretnow
- 199500000:  Wladimir Tschebotarjow
- 1996–1997:  Wiktor Weretnow
- 199800000:  Wait Talgajew
- 199800000:  Serik Berdalin
- 199900000:  Anatoli Tschernow
- 1999–2000:  Wladimir Lintschewski
- 200100000:  Leonid Nasarenko
- 2002–2004:  Dmitri Ogai
- 2005–2007:  Sergei Wolgin
- 2008–2009:  Oirat Saduow
- 200900000:  Leonid Nasarenko
- 2010–2013:  Talgat Baissufinow
- 201400000:  Tarmo Rüütli
- 201400000:  Oirat Saduow
- 2014–2015:  Dmitri Tscheryschew
- 2015–2017:  Dimitar Dimitrow
- 201700000:  Wjatscheslaw Hrosnyj
- 201800000:  Gerard Nus
- 2018–2019:  Dimitar Dimitrow
- 2019–2020:  Milan Milanović